# 글렌 타랜토
글렌 터랜토(Glenn Taranto, 1959년 1월 27일 ~ )는 미국의 배우, 각본가이다.
해컨색에서 태어났다.

## 출연 작품
- 쓰리 데이즈 (2010년) - 병원 보안 경비 역
- 킹스 오브 애플타운 (2009년)
- 스틸 (2009년)
- 아머드 (2009년)
- 엘라의 계곡 (2007년)
- 조지 부시 고즈 투 헤븐 (2006년)
- 살인마 가족 2 (2005년)
- 탁구의 길 (2004, The Tao of Pong) - 단편
- 크래쉬 (2004년)
- 루드 어웨이커닝 (1989년)

### 텔레비전
- 아담스 패밀리 - TV 시리즈 (1998-99) - 고메즈 아담스 역
- ER (1994년)
- 로앤오더: 범죄 전담반 (1992-93)